# Wydatki budżetu państwa
Uwaga! Ten artykuł opisuje nieaktualny stan prawny. Jeśli możesz, popraw treść na podstawie najświeższych informacji.
 Po wyeliminowaniu niedoskonałości należy usunąć szablon [[Szablon:Dopracować|]] z tego artykułu.
Wydatkami budżetu państwa są środki pieniężne pochodzące z budżetu przeznaczone na finansowanie zadań państwa, jednostek samorządu terytorialnego oraz związków publicznoprawnych. Stanowią kluczową pozycję budżetu, gdyż są podstawą określania środków niezbędnych do sfinansowania.

## Katalog wydatków budżetu państwa
W ustawie o finansach publicznych określono podstawowe kierunki wydatków z budżetu państwa. Wydatki te przeznaczone są między innymi na:
- Utrzymanie i funkcjonowanie organów władzy publicznej, kontroli i ochrony prawa;
- Zadania wykonywane przez administrację rządową;
- Funkcjonowanie sądów i trybunałów;
- Subwencje ogólne dla jednostek samorządu terytorialnego;
- Dotacje dla jednostek samorządu terytorialnego;
- Środki wpłacane do budżetu Unii Europejskiej, zwane dalej „środkami własnymi Unii Europejskiej”;
- Subwencje dla partii politycznych;
- Dotacje na zadania określone odrębnymi ustawami;
- Obsługę długu publicznego;
- Finansowanie programów i projektów, na realizację których uzyskano środki pochodzące z budżetu Unii Europejskiej, zwane dalej „współfinansowaniem”;
- Realizację Wspólnej Polityki Rolnej;
- Realizację polityki rodzinnej.

Wydatki ujmuje się w podziale na części, działy i rozdziały klasyfikacji wydatków budżetu państwa oraz na następujące kategorie ekonomicznych grup wydatków. Na podstawie art. 124 ustawy o finansach publicznych wydatki budżetu państwa dzielą się na następujące grupy, do których zaliczyć możemy:
- Dotacje i subwencje,
- Świadczenia na rzecz osób fizycznych,
- Wydatki bieżące jednostek budżetowych,
- Wydatki majątkowe,
- Wydatki na obsługę długu Skarbu Państwa,
- Wpłaty środków własnych Unii Europejskiej.

Dotacje i subwencje
Pod pojęciem dotacji należy rozumieć jako wypłacane ze środków publicznych kwoty o charakterze jednostronnego świadczenia na rzecz podmiotów i innych instytucji spoza sektora publicznego oraz mające taki sam charakter przepływy pieniężne między różnymi podmiotami sektora publicznego.
Natomiast subwencja jest rodzajem jednostronnego i bezzwrotnego dochodu publicznego przekazywanego z budżetu państwa jednostkom samorządu terytorialnego bez wskazania konkretnego celu, na jakie środki te mają być przeznaczone. Subwencje wykorzystuje się na finansowanie działalności społecznej oraz gospodarczej.
Świadczenia na rzecz osób fizycznych są to świadczenia o charakterze jednostronnym, które są wypłacane bezpośrednio osobom fizycznym w postaci emerytur, rent, zasiłków dla bezrobotnych, jak również świadczenia wypłacane pośrednio w postaci dopłat do leków itp. Świadczenia te obejmują wydatki budżetu państwa kierowane, na podstawie odrębnych przepisów, bezpośrednio lub pośrednio do osób fizycznych, a niebędące wynagrodzeniem za świadczoną pracę.
Wydatki bieżące jednostek budżetowych
- wynagrodzenia i uposażenia osób zatrudnionych w państwowych jednostkach budżetowych oraz składki naliczane od tych wynagrodzeń i uposażeń;
- zakupy towarów i usług;
- koszty utrzymania oraz inne wydatki związane z funkcjonowaniem jednostek budżetowych i realizacją ich statutowych zadań.

Wydatki majątkowe do których można zaliczyć następujące pozycje:
- Wydatki na zakup i objęcie akcji oraz wniesienie wkładów do spółek prawa handlowego;
- Wydatki inwestycyjne państwowych jednostek budżetowych oraz dotacje celowe na finansowanie lub dofinansowanie kosztów inwestycji realizowanych przez inne jednostki.

Wydatki na obsługę długu Skarbu Państwa można podzielić na dwie grupy:
- Pierwsza grupa obejmuje wydatki budżetu państwa z tytułu oprocentowania i dyskonta od skarbowych papierów wartościowych oraz oprocentowania zaciągniętych kredytów i pożyczek;
- Druga grupa obejmuje wypłaty związane z udzielonymi przez Skarb Państwa poręczeniami i gwarancjami.

Wydatki państwa stanowią również wpłaty środków własnych Unii Europejskiej, do których zalicza się:
- Udział we wpływach z ceł, opłat rolnych i cukrowych;
- Środki obliczone na podstawie podatku od towarów i usług, zgodnie z metodologią wynikającą z przepisów Unii Europejskiej;
- Środki obliczone na podstawie wartości rocznego produktu krajowego brutto.

W 2010 roku wydatki budżetu państwa wyniosły ogółem 294 894 mln zł.

## Podział wydatków budżetu państwa
Z punktu widzenia ich przeznaczenia można wydatki budżetowe podzielić na:
- bieżące (konsumpcyjne) i inwestycyjne (majątkowe)

Wydatki bieżące to te, które odnoszą się do okresu realizacji danego wydatku. Obejmują one zasadnicze zadania sektora publicznego. Wydatki inwestycyjne mają przynosić efekty w przyszłości i służą powiększaniu majątku publicznego.
- finalne (na zakup towarów i usług) oraz redystrybucyjne (transferowe, m.in. emerytury, renty, zasiłki, subsydia)

Wydatki na dobra finalne bezpośrednio stymulują popyt globalny i decydują o strukturze wykorzystania części produkcji. Wydatki transferowe stanowią źródło wydatków na dobra finalne i poprzez zwiększenie dochodu zwiększają także pośrednio popyt globalny.
- związane z klasycznymi zadaniami publicznymi, socjalne, na obsługę długu publicznego oraz związane z oddziaływaniem na gospodarkę (inwestycje publiczne, subsydia)[2]

Ten podział nawiązuje do podstawowych obszarów, w których działa państwo. Większość tych wydatków ma charakter obligatoryjny, co oznacza, że państwo musi je ponosić w związku z prawnymi zobowiązaniami. Pozostałe wydatki mają charakter arbitralny.